# Michaela McManus

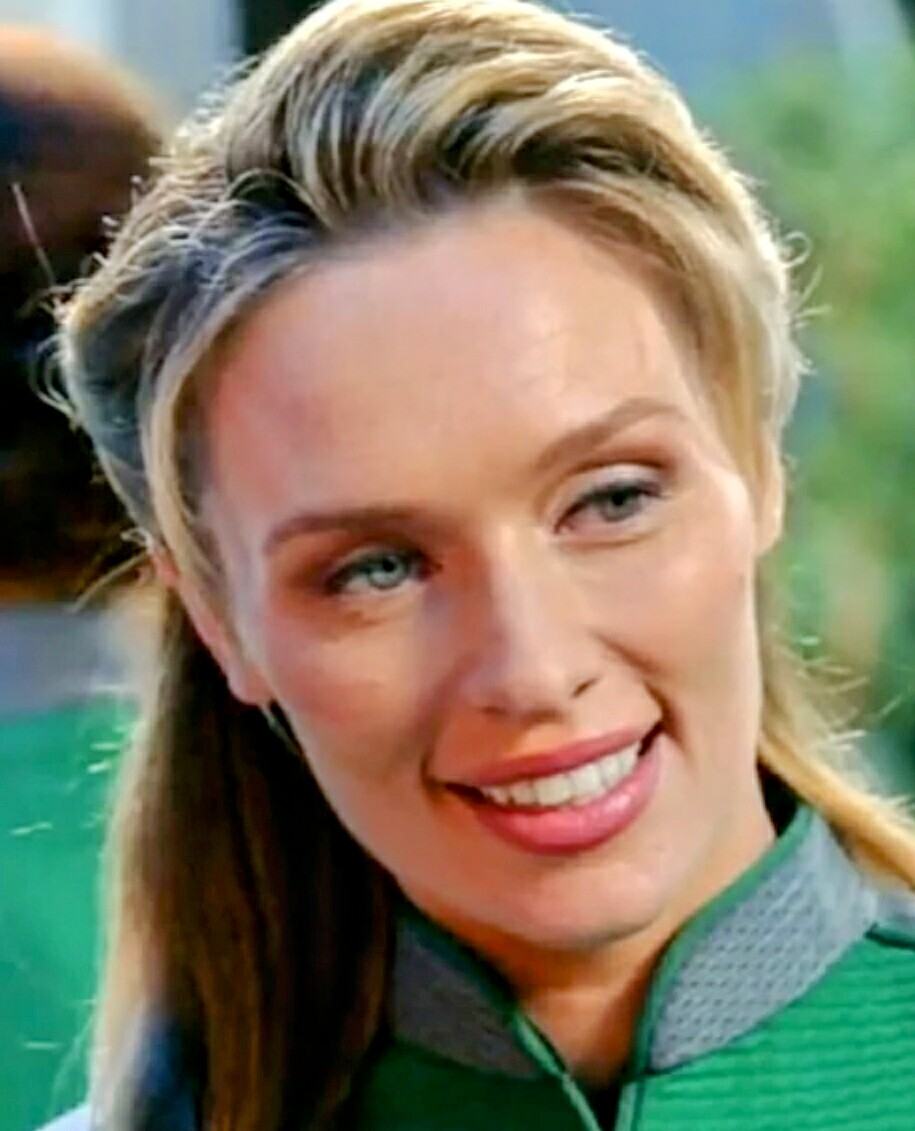
Michaela McManus, 2017

Michaela McManus (* 20. Mai 1983 in Warwick, Rhode Island) ist eine US-amerikanische Schauspielerin.

## Leben
Sie wuchs in Rhode Island auf und studierte an der Fordham University in New York City, der Royal Academy of Dramatic Art in London und der New York University.
McManus spielte in dem Film The Beautiful Lie mit, der 2006 mit dem MTV Movie Award ausgezeichnet wurde. Bekannt wurde sie durch ihre Rollen in den Fernsehserien One Tree Hill als Lindsey Strauss und Law & Order: Special Victims Unit als Kim Grayleck. Gastauftritte hatte sie in CSI: NY und CSI: Miami. Im Oktober 2010 wurde bekanntgegeben, dass McManus eine dauerhafte Gastrolle in der Fernsehserie Vampire Diaries übernehmen würde, welche sie über 11 Folgen hinweg ausführte. Sie verkörpert die Werwölfin Jules, welche den Hauptcharakteren einige Schwierigkeiten bereitet, indem sie zum Beispiel den Tod einer engen Freundin verursacht. Außerdem agierte sie 2010 in dem Drama Cafè an der Seite von Jennifer Love Hewitt in einer Nebenrolle. 2011 spielte sie für eine Folge die Kathleen Roberts in der Fernsehserie Hawaii Five-0. Des Weiteren hatte sie 2012 eine Hauptrolle in der Serie Awake neben Jason Isaacs inne.
Seit 2013 ist sie auch an der Seite von George Clooney in einem Werbespot des Lebensmittelkonzerns Nestlé für dessen lanciertes Kaffeesystem Nespresso zu sehen.
McManus ist seit Juli 2011 mit dem Drehbuchautor und Produzenten Mike Daniels verheiratet. Das Paar ist Eltern von zwei Söhnen (* 2014, * 2016).

## Filmografie (Auswahl)
- 2006: Cosa Bella
- 2006: The Beautiful Lie
- 2006: I Graduated, But…
- 2008: One Tree Hill (17 Folgen)
- 2008: CSI: NY (Folge 5x03)
- 2008–2009: Law & Order: Special Victims Unit (14 Folgen)
- 2009: CSI: Miami (Folge 8x09)
- 2009: Castle (1 Folge 2x09)
- 2010: Café – Wo das Leben sich trifft (Café)
- 2010–2011: Vampire Diaries (The Vampire Diaries, 11 Folgen)
- 2011: About Fifty (Fifty-nothing)
- 2011: Hawaii Five-0 (Folge 1x16)
- 2012: Funeral Kings
- 2012: Awake (13 Folgen)
- 2012–2013: Dr. Dani Santino – Spiel des Lebens (Necessary Roughness, 4 Folgen)
- 2013: CSI: Vegas (Folge 13x17)
- 2014: Red Machine – Hunt or Be Hunted (Into the Grizzly Maze)
- 2015: Not Right Now
- 2015–2016: Aquarius (21 Folgen)
- 2016: Slumlord
- 2016: Love Finds You in Valentine (Fernsehfilm)
- 2017: Threadbare (Folge 1x06)
- 2017–2022: The Orville (6 Folgen)
- 2017–2022: SEAL Team (12 Folgen)
- 2018: Magicians (Folge 3x13)
- 2019: The Village (10 Folgen)
- 2020: The Block Island Sound
- 2021: You – Du wirst mich lieben (You, 2 Folgen)
- 2023: 9-1-1: Lone Star  (4 Folgen)
- 2025: Redux Redux